# 林盈君
林盈君（1994年3月5日—），台灣女子羽球選手。

## 簡歷
2011年10月，林盈君代表中華台北出戰桃園縣舉行的世界青年羽毛球錦標賽，協助隊伍贏得團體賽季軍。
2017年11月，林盈君出戰馬來西亞國際挑戰賽，拿得女子單打比賽亞軍，創下個人在國際賽的最好成績。
2018年9月，林盈君出戰比利時國際賽，贏得個人生涯首個國際賽女單冠軍。

## 主要比賽成績
| 年份   | 賽事                     | 公開賽級別 | 項目     | 搭檔 | 成績   |
| ------ | ------------------------ | ---------- | -------- | ---- | ------ |
| 2011年 | 世界青年羽毛球錦標賽     | 其他       | 混合團體 | －   | 季軍   |
| 2016年 | 越南羽毛球國際系列賽     | 國際系列賽 | 女子單打 | －   | 準決賽 |
| 2017年 | 馬來西亞羽毛球國際挑戰賽 | 國際挑戰賽 | 女子單打 | －   | 亞軍   |
| 2018年 | 比利時羽毛球國際賽       | 國際挑戰賽 | 女子單打 | －   | 冠軍   |
| 2018年 | 捷克羽毛球公開賽         | 國際挑戰賽 | 女子單打 | －   | 準決賽 |

| 2007-2017年 | 首要超級賽 | 超級賽 | 黃金大獎賽 | 大獎賽 | 國際挑戰賽 | 國際系列賽 | 未來系列賽 | 其他 |

| 2018-2026年 | 總決賽 | 超級1000賽 | 超級750賽 | 超級500賽 | 超級300賽 | 超級100賽 | 國際挑戰賽 | 國際系列賽 | 未來系列賽 | 其他 |